# Jurij Mihevec
Jurij Mihevec, slovenski skladatelj in pianist, * 22. marec 1805, Ljubljana, † 31. avgust 1882, Mennecy, Francija.
Mihevec, sin ljubljanskega gostilničarja in trgovca z žitom, je zgodaj pokazal nadarjenost za glasbo. Prvi pouk je dobil pri Franzu Sokollu, ki je med letoma 1816 in 1821 vodil ljubljansko državno glasbeno šolo (hkrati z njim je za to službo zaprosil tudi Franz Schubert, vendar so ga odklonili...). Po končani gimnaziji je Mihevec na Dunaju študiral pravo, vendar je proti volji staršev kmalu obesil študij na klin in se posvetil glasbi. Izročilo pravi, da se je v tem obdobju spoprijateljil z Beethovnom in Schubertom. Mihevec je bil spreten pianist. Koze so mu v mladosti skrivenčile roko, vendar je hibo spretno izkoristil in si pri igranju klavirja prav atraktivno pomagal tudi s komolcem.
Poročilo o njegovem nastopu v nekem dunajskem časopisu (objavil ga je L. M. Škerjanc v svoji monografiji o Mihevcu iz leta 1957) pojasnjuje, zakaj sočasni leksikoni Mihevca omenjajo kot skladatelja lahke glasbe:
»Ako naj bo merilo uspeha, da preklepetajo poslušalci poldrugo uro v prijetnem kramljanju in se potem med smehom in šalami razidejo, potem je prireditelj dosegel svoj cilj … Vzvišena skrivnost pa je bila v tem, da je pianist uporabljal poleg prstov levice še tudi njen komolec za udar, s čimer so se pojavljala telesna spakovanja, ki bi s svojo smešnostjo izzvala veder nasmešek celo na Heraklitovem obličju. Kot se razume samo po sebi, je bilo vse to proizvod lastne tvornice in je bilo dokaj šolarsko, a s pavjim ponosom in drzno domišljavostjo odbrenkano.«
Leta 1846 se je Mihevec preselil v Pariz in tam več desetletij uspešno deloval. Skomponiral je več spevoiger, najuspešnejše pa je bilo delo Planeti (1840) (oz. s polnim naslovom Prav imajo planeti). Napisal je še klavirski koncert (1839), različne kantate, in mnogo krajših klavirskih skladb. Njegove klavirske etude, poloneze, valčke, romance in uverture, balete in operne priredbe so izdajali znani založniki, imel pa je tudi mnogo učencev in učenk v boljši družbi. Ena od njegovih učenk, grofica de Vaucouleurs, ga ni zapustila tudi ko je po francosko-pruski vojni leta 1870-71 zašel v bedo. Bolnega in ostarelega skladatelja je vzela k sebi na svoje posestvo v Mennecyju, kjer je leta 1882 umrl. 
Jurij Mihevec je bil eden iz dolge, v današnji čas segajoče vrste izjemno nadarjenih slovenskih glasbenikov, ki so delovali v tujini, v domačem glasbenem življenju pa niso zapustili velikih sledi. Njegova lahkotna in neproblematična, romantično obarvana salonska glasba je ob svojem času odlično služila svojemu namenu. 
Mihevec je prednik skladatelja Marka Mihevca.

## Opere
- Das Kind der Fee (1826)
- Ein treuer Diener (1826)
- Die Radikalkur (1826)
- Das Reimspiel (1827)
- Maske (1840)